# Димитър Катерински
Димитър Николов Катерински е български революционер, одрински деец на Вътрешната македоно-одринска революционна организация.

## Биография
Димитър Катерински е роден в 1879 година в Свиленград в Османската империя, днес в България. Завършва българската гимназия „Доктор Петър Берон" в Одрин. Работи като учител в Свиленград от 1897 до 1901 година. Завършва българското педагогическо училище в Скопие в 1902 година. Влиза във ВМОРО. През учебната 1902 - 1903 преподава в родния си град, като същевременно оглавява градския и околийския революционен комитет. Участва като делегат на конгреса на Петрова нива, на който е единственият делегат обявил се против въстанието, и е поканен да напусне.
След Илинденско-Преображенското въстание в 1907 година завършва философия в Софийския университет и работи като учител в Левка (1908/1909), Гюмюрджина, Пашмакли и София.
Избухването на Балканската война в 1912 година го заварва в Одрин, където е арестуван от османските власти и заточен в Измит. Член е на Тракийския научен институт. От 1923 до 1944 година е директор на българското училище в Цариград.
Негов личен архивен фонд се съхранява в Държавна агенция „Архиви“.